# Karlovský tunel I
Karlovský tunel I je železniční jednokolejný tunel na železniční trati 086 Liberec – Česká Lípa. Nachází se v nadmořské výšce 455 m mezi stanicí Karlov pod Ještědem a zastávkou Kryštofovo Údolí v km 134,632–134,950. Tunel dlouhý 318 m byl dán do provozu v roce 1900.
Tunel byl ražen pod Srnčí horou v Ještědsko-kozákovském hřbetu firmou podnikatele Ing. Luigi Pelli. Ražba probíhala anglickou metodou a byly při ní poprvé použity elektrické stacionární vrtačky Siemens-Halske a elektrické ventilátory. Výrobu elektrického proudu zabezpečovala dynama poháněná parním strojem.
Tunel prochází územím národní přírodní památky Karlovské bučiny.